# Kentucky Derby 2025
Kentucky Derby 2025 var den 151:e upplagan av Kentucky Derby. Löpet reds den 3 maj 2025 över 1+1⁄4 miles (2 012 m). I löpet segrade hästen Sovereignty, riden av Junior Alvarado och tränad av Bill Mott.

## Kvalificering
Kentucky Derby är endast öppet för treåriga fullblod. Startfältet är begränsat till tjugo hästar som kvalificerat sig baserat på poäng intjänade i 2025 års Road to the Kentucky Derby, en serie utsedda löp som introducerades först 2013. Detta poängsystem ersatte det tidigare intäktssystemet för stakeslöp.
De flesta positionerna till Derbyt startport tjänas via den ordinarie vägen, bestående av 36 löp i Nordamerika plus ett i Dubai. De viktigaste förberedelselöpen för Kentucky Derby är UAE Derby, Louisiana Derby, Jeff Ruby Steaks, Florida Derby, Arkansas Derby, Wood Memorial, Blue Grass Stakes och Santa Anita Derby. Vart och ett av dessa löp ger 100 kvalificerande poäng till segrande häst, vilket i huvudsak garanterat att hästen fick en startplats i Derbyt, förutsatt att ägaren betalade de nominerings- och anmälningsavgifter som krävs.

## Resultat
| Plac.   | Spår | Häst                 | Poäng  | Tränare             | Jockey              | Förtids-odds | Slutgiltigt odds | Marginal (längder) | Prissumma  |
| ------- | ---- | -------------------- | ------ | ------------------- | ------------------- | ------------ | ---------------- | ------------------ | ---------- |
| 1       | 18   | Sovereignty          | 110    | William I. Mott     | Junior Alvarado     | 5-1          | 7.98             |                    | $3,100,000 |
| 2       | 8    | Journalism           | 122.5  | Michael W. McCarthy | Umberto Rispoli     | 3-1          | 3.42             | 1 ⁄2               | $1,000,000 |
| 3       | 21   | Baeza                | 37.5   | John Shirreffs      | Flavien Prat        | 12-1         | 13.86            | 1 3⁄4              | $500,000   |
| 4       | 3    | Final Gambit         | 100    | Brad H. Cox         | Luan Machado        | 30-1         | 17.55            | 4 1⁄4              | $250,000   |
| 5       | 20   | Owen Almighty        | 65     | Brian A. Lynch      | Javier Castellano   | 30-1         | 40.27            | 9                  | $150,000   |
| 6       | 9    | Burnham Square       | 130    | Ian R. Wilkes       | Brian Hernandez Jr. | 12-1         | 19.65            | 10 1⁄2             |            |
| 7       | 17   | Sandman              | 129    | Mark E. Casse       | José Ortiz          | 6-1          | 5.77             | 12 1⁄2             |            |
| 8       | 12   | East Avenue          | 60     | Brendan P. Walsh    | Manuel Franco       | 20-1         | 41.97            | 13 1⁄4             |            |
| 9       | 19   | Chunk Of Gold        | 75     | Ethan West          | Jareth Loveberry    | 30-1         | 29.06            | 15 3⁄4             |            |
| 10      | 14   | Tiztastic            | 119    | Steven M. Asmussen  | Joel Rosario        | 20-1         | 24.80            | 16 1⁄2             |            |
| 11      | 16   | Coal Battle          | 95     | Lonnie Briley       | Juan Vargas         | 30-1         | 28.40            | 17                 |            |
| 12      | 7    | Luxor Cafe           | 70     | Noriyuki Hori       | João Moreira        | 30-1         | 8.24             | 18 3⁄4             |            |
| 13      | 2    | Neoequos             | 40     | Saffie Joseph Jr.   | Luis Saez           | 30-1         | 42.58            | 27                 |            |
| 14      | 13   | Publisher            | 60     | Steven M. Asmussen  | Irad Ortiz Jr.      | 20-1         | 33.39            | 32 1⁄4             |            |
| 15      | 1    | Citizen Bull         | 71.25  | Bob Baffert         | Martin Garcia       | 20-1         | 13.98            | 33 1⁄2             |            |
| 16      | 5    | American Promise     | 55     | D. Wayne Lukas      | Nik Juarez          | 30-1         | 12.51            | 38 1⁄2             |            |
| 17      | 15   | Render Judgment      | 39     | Kenneth G. McPeek   | Julien Leparoux     | 30-1         | 20.57            | 39 3⁄4             |            |
| 18      | 11   | Flying Mohawk        | 50     | Whit Beckman        | Joseph Ramos        | 30-1         | 28.39            | 42 1⁄4             |            |
| 19      | 6    | Admire Daytona (JPN) | 100    | Yukihiro Kato       | Christophe Lemaire  | 30-1         | 42.85            | 54 3⁄4             |            |
| struken | 4    | Rodriguez            | 121.25 | Bob Baffert         | Mike E. Smith       | 12-1         |                  |                    |            |
| struken | 10   | Grande               | 50     | Todd A. Pletcher    | John R. Velazquez   | 20-1         |                  |                    |            |

1. ↑  Flavien Prat var ursprungligen uppsatt som jockey på #2 Neoequos och #21 Baeza. Prat valde att rida Baeza, som var listat som hans förstaval.